# Pioscelus wichitus
Pioscelus wichitus är en stekelart som först beskrevs av Henry Lorenz Viereck 1907.  Pioscelus wichitus ingår i släktet Pioscelus och familjen bracksteklar. Inga underarter finns listade i Catalogue of Life.